# Gomeisa
Gomeisa (Beta Canis Minoris, β CMi) – druga pod względem jasności gwiazda w gwiazdozbiorze Małego Psa, znajdująca się w odległości ok. 162 lat świetlnych od Słońca.

## Właściwości fizyczne
Gomeisa jest gwiazdą zmienną typu γ Cas, której jasność zmienia się w przedziale od 2,84m do 2,92m. Jej średnia jasność to 2,89m, zaś jasność absolutna wynosi -0,59m. Gwiazda należy do typu widmowego B8 Ve. Jest biało-niebieskim karłem (gwiazdą ciągu głównego). Masa tej gwiazdy ponad trzykrotnie przewyższa masę Słońca, jest czterokrotnie większa od niego i świeci 258 razy jaśniej. Temperatura na powierzchni wynosi 11 500 K. Gomeisa bardzo szybko obraca się wokół własnej osi – jeden obrót zajmuje jej około doby, zaś prędkość liniowa na równiku to 250 km/s, czyli 125 razy więcej niż w przypadku Słońca.